# Élections législatives luxembourgeoises de 1884
Les élections législatives de 1884 ont eu lieu au scrutin indirect le 10 juin 1884 afin de renouveler vingt-deux des quarante-deux membres de la Chambre des députés. 

## Composition de la Chambre des députés
| Circonscription     | Sièges | Députés                   |
| ------------------- | ------ | ------------------------- |
| Echternach          | 3      | Joseph Brincour           |
| Echternach          | 3      | Jean Foehr                |
| Echternach          | 3      | Robert Tudor (lb)         |
| Esch-sur-Alzette    | 5      | Dominique-Alexis Brasseur |
| Esch-sur-Alzette    | 5      | Jean-Nicolas Klensch (lb) |
| Esch-sur-Alzette    | 5      | Pierre Kirsch (lb)        |
| Esch-sur-Alzette    | 5      | Charles-Léon Metz (lb)    |
| Esch-sur-Alzette    | 5      | Théodore de Wacquant (lb) |
| Luxembourg-Campagne | 5      | Charles Collart (lb)      |
| Luxembourg-Campagne | 5      | Charles Crocius (lb)      |
| Luxembourg-Campagne | 5      | Adolphe Fischer           |
| Luxembourg-Campagne | 5      | Auguste Laval-Metz (lb)   |
| Luxembourg-Campagne | 5      | Adolphe Schmit            |
| Mersch              | 3      | Amaury d'Ansembourg       |
| Mersch              | 3      | Jean Knaff (lb)           |
| Mersch              | 3      | Joseph Servais (lb)       |
| Remich              | 3      | Jean-Pierre Knepper (lb)  |
| Remich              | 3      | Gustave Lessel (lb)       |
| Remich              | 3      | Théodore Linden           |
| Wiltz               | 3      | Charles Buffet            |
| Wiltz               | 3      | Michel Weynandy           |
| Wiltz               | 3      | Édouard Wolter            |